# Melanophthalma platensis
Melanophthalma platensis là một loài bọ cánh cứng trong họ Latridiidae. Loài này được Bruch miêu tả khoa học năm 1907.